# 鹿野彦吉
鹿野 彦吉（かの ひこきち、1904年（明治37年）12月11日 - 1978年（昭和53年）2月18日）は、日本の政治家、実業家。衆議院議員（5期）。
民主党衆議院議員で農林水産大臣などを務めた鹿野道彦の父。

## 経歴
山形県出身。1931年（昭和6年）京都帝国大学法学部法律学科を卒業。京城化学支配人、関西ペイント東京支店長、東京特殊塗料監査役、関西ペイント取締役、徳山曹達（現トクヤマ）取締役、山形天然瓦斯取締役、蔵王高原観光開発取締役社長などを務めた。
1949年（昭和24年）の総選挙で山形1区から出馬し、初当選。以来通算5期務めた。第1次岸改造内閣経済企画政務次官、国土開発審議会委員、自由党総務、自民党国会対策副委員長、衆院公職選挙法改正に関する調査特別委員長等を務めた。
1978年（昭和53年）2月18日、肝硬変のため東京都千代田区の宮内庁病院で死去、73歳。死没日をもって勲二等瑞宝章追贈、正四位に叙される。

## 著書
- 『日本経済自立の根本策』[1]
- 『所得倍増の具体策』[1]